# Dubrave (katolička župa)
Dubrave je povijesna katolička župa Trebinjsko-mrkanske biskupije, a zauzimala je područje omeđeno trokutom Metković - Ljubinje - Blagaj.
Trebinjska se biskupija u 17. stoljeću sastojala od dvije župe: Gradac i Popovo. Da bi se olakšalo upravljanje, župa Popovo je 1677. razdijeljena na župe Ravno i Belenići, a tadašnja župa Gradac 1683. na župe Gradac i Dobrane (Dobranje). Župa Dubrave nastala je 1704. nakon Morejskog rata dijelom vođenog i na području Trebinjsko-mrkanske biskupije. Područje koje je zauzimala bilo je područje nekadašnje župe Dobrane, a koje je ostalo pod turskom vlašću. Karlovački mir koji je odredio granice između Venecije i Turske u jugoistočnoj Hercegovini, dobrim je dijelom odredio i granice ove župe. Budući da dobranski župnik nije više mogao obavljati službu u dijelu pod turskom vlašću, 1704. je osnovana župa Dubrave.
Prvi spomen župe datira 29. rujna 1705. kada prvi župnik don Savo Vukić izvješćuje rimsku kongregaciju Propaganda Fide o sebi i mjestu u kojem se nalazi. Tom prilikom navodi ...da je župnik u Dubravama, da je župa prostrana više od dvjesto milja, da na tom prostoru postoji samo 60 katoličkih kuća razasutih među šizmaticima i Turcima te da su mnoge obitelji, da ne bi izgubile vjeru i jer nisu mogle platiti porez Turcima, prešle na područja pod vlašću Venecije. Biskup Antonio Righi posjećuje župu sljedeće godine, a župnik traži od Propagande ...kako bi mogao platiti poreze i obdariti Turke, »čije nasilje i pritisci iz dana u dan rastu«, jer bez te pomoći njegova je misija u Dubravama nemoguća. Don Savo je 16. rujna 1721. imenovan nikopoljskim biskupom, s prethodnim oslobođenjem zapreke defectu natalium (nedostatak podrijetla), jer je bio
sin pravoslavnih roditelja. Na molbu župljana, te pritiske turskih glavara don Savo se 29. travnja 1722. odrekao biskupske službe i nastavio župnikovanje. O turskim uvjetima izvještavao je biskup Righi: ...budući da se raširila po ovoj biskupiji vijest o unaprjeđenju spomenutog svećenika, turske glavešine Stoca, Dubrave i ostalih okolnih sela, koji čine župu Dubrave od njega opsluživanu, izjavili su da neće dopustiti nikada, da drugi svećenik dođe na njegovo mjesto, i da će usmrtiti svakoga tko bi pokušao ovdje ući«. Turci su zauzeli takav stav jer »… spomenuti Vukić, tijekom prošloga rata, nije bio nimalo sumnjiv da se miješao u njihove stvari, i uvijek je bio predan samo svojoj službi ...)
Župu još spominje i biskup Jeronim Frano Bunić prilikom pohoda u proljeće 1728. kada navodi nemogućnost obilaska cijele župe zbog neimanja putovnica koje su tražili turski zapovjednici u Stocu, te u pohodu sljedeće, 1729. godine, za vrijeme župnikovanja don Pave Jelića, nasljednika don Save Vukića kojim je prigodom pričestio više od 380 osoba i krizmao 46 djece, te u pohodu 1730. Vrlo detaljno izvješće o župi napravio je nadbiskup Marko Andrijašević i poslao kongregaciji 18. studenoga 1733. U njemu se prvi put nalaze sva mjesta župe s popisom stanovništva i brojem "turskih" i "šizmatskih" obitelji u dotičnome mjestu. Po tom popisu u župi Dubrave 1733. nalaze se 103 katoličke obitelji. Najkompletnije izvješće o župi 1751. donosi trebinjsko-mrkanski biskupom Sigismund Tudišić. Po njemu župa broji 1120 vjernika, a navodi se i popis mjesta koja pripadaju župi, i to:
- Gornje Hrasno: Čavaš, Pobrđe, Prisoje, Glumina, Previš i dio Hutova
- Donje Hrasno: Brštanica, Cerovo, dio Dobrana, Doljani, Dubravica, Sjekose, Dašnica, Ljutosjer i Crnoglav.
- Bjelojevići, Riđica, Kruševo, Poplat, Njivice, grad Stolac, Bitunja, Ošanići, Kremenac, Greda, Pješivac, Ljubljenica, Ljuca, Bivolje Brdo, Hotanj, Riječice, Kozice, grad Počitelj i Čeljevo.

Osim što je teritorijalno bila najveća, već je popisom iz 1733. župa Dubrave bila najbrojnija u Trebinjsko-mrkanskoj biskupiji. Isti status zadržala je i kroz 18. i kroz 19. stoljeće. Tako se, prema popisu obitelji i njihovih članova iz 1829., u sastavu župe nalazilo 56 naselja u kojma 280 katoličkih obitelji s 1878 članova.
Crkvene podjele tijekom vremena su smanjivale ovu župu osnivanjem novih na njenom području. Tako je 1761. osnovana župa Hrasno, a 1863. odcijepljen je veći dio naselja buduće župe Stolac. Župa Gabela je odcijepljena 1874., zajedno s naseljima Dračevo, Čeljevo, Doljani i Klepci, 1891. župa Blagaj, a 1899. župa Nevesinje. Župa Rotimlja odcijepljena je 1917., župa Domanovići 1969. te župa Aladinići 1977. Pod imenom Dubrave župa je postojala sve do kraja 19. stoljeća, kada joj je ime promijenjeno prema sjedištu župe - Prenju i pod tim imenom postoji i danas.